# Élections municipales de 2014 à Tours
Pour un article plus général, voir Élections municipales de 2014 en Indre-et-Loire.
Les élections municipales ont eu lieu les 23 et 30 mars 2014 à Tours.

## Mode de scrutin
Le mode de scrutin à Tours est celui des villes de plus de 1 000 habitants : la liste arrivée en tête obtient la moitié des 55 sièges du conseil municipal. Le reste est réparti à la proportionnelle entre toutes les listes ayant obtenu au moins 5 % des suffrages exprimés. Un deuxième tour est organisé si aucune liste n'atteint la majorité absolue et au moins 25 % des inscrits au premier tour. Seules les listes ayant obtenu aux moins 10 % des suffrages exprimés peuvent s'y présenter. Les listes ayant obtenu au moins 5 % des suffrages exprimés peuvent fusionner avec une liste présente au second tour.

## Principaux candidats
- Jean Germain : PS-PCF-MoDem
- Serge Babary : UMP-UDI
- Gilles Godefroy : FN-RBM

## Résultats
- Maire sortant : Jean Germain (PS)
- 55 sièges à pourvoir (population légale 2011 : 134 633 habitants)

| Tête de liste                                                                                       | Tête de liste   | Liste          | Premier tour | Premier tour | Second tour | Second tour | Sièges |  |
| Tête de liste                                                                                       | Tête de liste   | Liste          | Voix         | %            | Voix        | %           | Sièges |  |
| --------------------------------------------------------------------------------------------------- | --------------- | -------------- | ------------ | ------------ | ----------- | ----------- | ------ |  |
| | Serge Babary    | UMP-UDI        | 14 472       | 36,42        | 20 770      | 49,75       | 42     |  |
| Tou(r)s ensemble                                                                                    |                 |                | 14 472       | 36,42        | 20 770      | 49,75       | 42     |  |
| | Jean Germain *  | PS-PCF-MoDem   | 11 056       | 27,82        | 17 398      | 41,67       | 11     |  |
| Tours, tout simplement                                                                              |                 |                | 11 056       | 27,82        | 17 398      | 41,67       | 11     |  |
| | Emmanuel Denis  | EELV           | 4 490        | 11,30        | 17 398      | 41,67       | 11     |  |
| Un Tours d'avance                                                                                   |                 |                | 4 490        | 11,30        | 17 398      | 41,67       | 11     |  |
| | Gilles Godefroy | FN             | 5 137        | 12,93        | 3 576       | 8,56        | 2      |  |
| Tours bleu Marine                                                                                   |                 |                | 5 137        | 12,93        | 3 576       | 8,56        | 2      |  |
| | Claude Bourdin  | PG-E!-NPA      | 3 320        | 8,35         |             |             |        |  |
| C'est au Tour(s) du peuple                                                                          |                 |                | 3 320        | 8,35         |             |             |        |  |
| | Anne Brunet     | LO             | 666          | 1,67         |             |             |        |  |
| Lutte ouvrière faire entendre le camp des travailleurs                                              |                 |                | 666          | 1,67         |             |             |        |  |
| | Claire Delore   | POI            | 588          | 1,48         |             |             |        |  |
| Unité et résistance contre la politique d'austérité du gouvernement et pour la démocratie communale |                 |                | 588          | 1,48         |             |             |        |  |
| |                 |                |              |              |             |             |        |  |
| Inscrits                                                                                            | Inscrits        | Inscrits       | 78 450       | 100,00       | 78 452      | 100,00      |        |  |
| Abstentions                                                                                         | Abstentions     | Abstentions    | 37 354       | 47,62        | 34 568      | 44,06       |        |  |
| Votants                                                                                             | Votants         | Votants        | 41 096       | 52,38        | 43 884      | 55,94       |        |  |
| Blancs et nuls                                                                                      | Blancs et nuls  | Blancs et nuls | 1 367        | 3,33         | 2 140       | 4,88        |        |  |
| Exprimés                                                                                            | Exprimés        | Exprimés       | 39 729       | 96,67        | 41 744      | 95,12       |        |  |
| * Liste du maire sortant                                                                            |                 |                |              |              |             |             |        |  |